# Paragripopteryx crassila
Paragripopteryx crassila är en bäcksländeart som först beskrevs av Jewett 1960.  Paragripopteryx crassila ingår i släktet Paragripopteryx och familjen Gripopterygidae. Inga underarter finns listade i Catalogue of Life.